# 前田潮里
前田 潮里（まえだ しおり、1993年10月5日 - ）は、日本の女優である。
東京都出身。J-beans所属。

## 出演

### 映画
- あしたの私のつくり方（クラスメイト役）

### 舞台
- ドラゴンファンタジー（ブリキ役）
- 雪のプリンセス（ミゾレ役）